# Scatman (Ski Ba Bop Ba Dop Bop)
Scatman (Ski Ba Bop Ba Dop Bop), noto come I'm a Scatman oppure semplicemente come Scatman, è un singolo del cantante statunitense Scatman John, pubblicato il 30 novembre 1994 come primo estratto dal secondo album in studio Scatman's World.
Il brano fu il primo successo internazionale di Scatman John tra il 1994 e il 1995, tanto che fu uno dei più suonati nelle discoteche mondiali; in Italia è anche conosciuto per essere stato usato come colonna sonora del film Selvaggi di Carlo Vanzina.
Il brano rappresenta un'esortazione ai giovani balbuzienti, proprio come il cantante, a non avere imbarazzo della propria condizione e a godersi la vita. Dalla melodia principale sono state tratte numerose cover e sample come il singolo dei Black Eyed Peas con Daddy Yankee intitolato Bailar contigo, oppure Sweet Dreams di Alan Walker e Imanbek, Scat Men di Achille Lauro con Ghali e Gemitaiz e SE FUE di Moncho Chavea e Morad.

## Tracce
Esistono due diverse versioni del brano: una da 5' 12" presente su CD (Extended Mix) e un'altra da 3' 30" trasmessa in radio (Radio Mix).

### CD1
1. Scatman (Basic-Radio Mix) – 3:30
2. Scatman (Jazz-Level Mix) – 3:41
3. Scatman (Second-Level Mix) – 5:40
4. Scatman (Third-Level Mix) – 5:46
5. Scatman (Game-Over-Jazz Mix) – 5:03

### CD2
1. Scatman (New Radio Edit) – 3:21
2. Scatman (Pech Rmx) – 4:55
3. Scatman (Arena di Verona Mix) – 6:04
4. Scatman (Extended Mix) – 5:12

## Classifiche
| Classifica(1995)                                | Massima posizione |
| ----------------------------------------------- | ----------------- |
| Australia                                       | 8                 |
| Austria                                         | 1                 |
| Belgio (Flanders)                               | 1                 |
| Belgio (Wallonia)                               | 1                 |
| Paesi Bassi                                     | 2                 |
| Euro 200                                        | 1                 |
| Francia                                         | 1                 |
| Germania                                        | 2                 |
| Irlanda                                         | 1                 |
| Israele                                         | 1                 |
| Italia                                          | 1                 |
| Giappone                                        | 36                |
| Nuova Zelanda                                   | 39                |
| Norvegia                                        | 1                 |
| Svezia                                          | 2                 |
| Svizzera                                        | 1                 |
| Regno Unito                                     | 3                 |
| US Billboard Hot 100                            | 60                |
| US Billboard Hot Dance Club Play                | 10                |
| US Billboard Hot Dance Music/Maxi-Singles Sales | 15                |